# Mutakkilnusku
Mutakkilnusku o Mutakkil-Nusku va ser rei d'Assíria de manera breu, potser l'any 1133 aC. Era fill d'Aixurdan I i al poc temps de la pujada al tron del seu germà gran Ninurtatukulti-Aixur es va revoltar i el va enderrocar, obligant-lo a fugir a Babilònia. És possible que les bones relacions del rei enderrocat amb Babilònia haguessin estat la causa de la revolta. Tal com diuen les llistes reials assíries va aconseguir el poder però al cap de poc (uns mesos probablement) va morir.
Segons les Llistes reials, el va succeir el seu fill Aixurreixixi I.